# غريس (معسكر)
غريس  دائرة تابعة لولاية معسكر في غرب الجزائر. تبعد حوالي 18 كلم عن مدينة معسكر وحوالي 58 كلم عن مدينة سعيدة وتعدّ همزة وصل بين المدينتين. تحظى هذه المنطقة بأهمية تاريخية نظرًا لاستضافتها اجتماعًا لمبايعة الأمير عبد القادر تحت شجرة دردار في سنة 1827.

## التسمية
أسماها الفرنسيون تييرسفيل (بالفرنسية: Thiersville)‏ تكريمًا لأدولف تيير (بالفرنسية: Adolph Thiers)‏ الذي توفي سنة 1877 إبان الاحتلال الفرنسي للجزائر.
بعد الاستقلال في 1962 وكباقي أسماء المدن والأماكن التي كانت تحمل أسماء شخصيات فرنسية غير اسمها إلى غريس نسبتا لسهل غريس. وكلمة غريس من الأمازيغية اغريس ومعناها الجليد الأبيض أو الأرض التي يحل فيها الجليد من شدة البرد.

## جغرافيا
تمتاز غريس بخصوبة أراضيها ما جعل منها سهلا سمي بسهل غريس. والمنطقة نقطة التقاء بين مختلف القبائل في منطقة ولاية معسكر وولاية سعيدة وذلك لوجود سوق أسبوعية كل يوم اثنين وهي ما زالت تقام حتى الآن.

## أعلام
- زاهية ديهار